# Very Bad Cops
Ne doit pas être confondu avec Very Bad Cop.
Pour plus de détails, voir Fiche technique et Distribution.
Very Bad Cops (The Other Guys), ou Les Renforts au Québec, est un film américain réalisé par Adam McKay et sorti en 2010.

## Synopsis
À New York, les inspecteurs Christopher Danson et P.K. Highsmith sont considérés comme les deux meilleurs policiers de la ville que rien n'arrête, ni même les dégâts matériels de plusieurs millions de dollars en arrêtant les criminels, et sont même devenus des idoles notamment au sein de leur brigade.
Mais parmi les autres policiers, il y a Allen Gamble, un juricomptable plus intéressé par la paperasse que par l'action, ainsi que le détective Terry Hoitz, partenaire d'Allen depuis un incident embarrassant. Après la disparition des deux grands flics de la ville, Danson et Highsmith, Terry est bien décidé à prendre la relève, même s'il faut pour cela entraîner Allen sur le terrain.
Mais les deux inspecteurs auront fort à faire pour assurer la relève dans l'affaire qu'ils auront à enquêter en raison de leur grande maladresse et de leur incompétence sur le terrain, ainsi que les moqueries des collègues, mais heureusement peuvent compter sur la chance et le bon sens pour obtenir des résultats.

## Fiche technique
Sauf indication contraire, les informations mentionnées dans cette section peuvent être confirmées par la base de données cinématographiques IMDb,  présente dans la section « Liens externes ».
- Titre français : Very Bad Cops
- Titre original : The Other Guys
- Titre québécois : Les Renforts[1]
- Réalisation : Adam McKay
- Scénario : Chris Henchy et Adam McKay
- Musique : Jon Brion
- Photographie : Oliver Wood
- Montage : Brent White (en)
- Direction artistique : Jim Gloster
- Décors : Clayton Hartley
- Costumes : Carol Ramsey
- Production : Will Ferrell, Adam McKay, Jimmy Miller et Patrick Crowley
- Sociétés de production : Columbia Pictures, Gary Sanchez Productions, Mosaic Media Group et Wintergreen Productions
- Société de distribution : Columbia Pictures
- Budget : 100 000 000 dollars
- Pays de production :  États-Unis
- Langue originale : anglais
- Genres : comédie policière, action, buddy movie
- Format : 2.35:1 - 35 mm et Cinéma numérique - couleur – son Dolby, DTS et SDDS
- Durée : 107 minutes, 116 minutes (version non censurée)
- Dates de sortie en salles[2] :
  - États-Unis, Canada : 6 août 2010
  - France : 27 octobre 2010

## Distribution
- Will Ferrell (VF : Maurice Decoster ; VQ : François Godin) : l'inspecteur Allen Gamble
- Mark Wahlberg (VF : Bruno Choël ; VQ : Patrice Dubois) : l'inspecteur Terry Hoitz
- Dwayne Johnson (VF : Guillaume Orsat ; VQ : Benoît Rousseau) : Christopher Danson
- Samuel L. Jackson (VF : Thierry Desroses ; VQ : Éric Gaudry) : P. K. Highsmith
- Eva Mendes (VF : Julie Dumas ; VQ : Isabelle Leyrolles) : le docteur Sheila Gamble
- Michael Keaton (VF : Bernard Lanneau ; VQ : Daniel Picard) : le capitaine Gene Mauch
- Steve Coogan (VF : Constantin Pappas ; VQ : Marc-André Bélanger) : David Ershon
- Ray Stevenson (VF : Marc Alfos ; VQ : Sylvain Hétu) : Roger Wesley
- Rob Riggle (VF : Laurent Morteau ; VQ : François Trudel) : l'inspecteur Evan Martin
- Damon Wayans Jr. (VF : Daniel Lobé ; VQ : Gilbert Lachance) : l'inspecteur Fosse
- Lindsay Sloane (VF : Magali Barney) : Francine
- Natalie Zea (VF : Florence Dumortier) : Christinith
- Brett Gelman (VF : Xavier Fagnon) : Hal
- Anne Heche (VF : Virginie Ledieu) : Pamela Boardman[3]
- Viola Harris (en) (VF : Lucie Dolène) : Mama Ramos
- Bobby Cannavale (VQ : Thiéry Dubé) : Jimmy
- Zoe Lister Jones (VQ : Mélanie Laberge) : la thérapeute de la police
- Tess Kartel : la Brésilienne
- Zach Woods : Douglas
- Andy Buckley : Don Beaman
- Michael Delaney (VF : Cyril Aubin ; VQ : Jacques Lavallée) : Bob Littleford
- Rob Huebel (en) : l'officier Watts
- Danielle Cell : Brenda
- Brianne Moncrief (en) : l'assistante d'Ershon
- Adam McKay (VQ : Stéphane Rivard) : Dirty Mike, le SDF partouzeur
- Oliver Wood : le capitaine Salty
- Josef Sommer (VF : Jean-François Laley) : le Procureur général Louis Radford[3]
- Zak Orth : un comptable
- Joshua Church (VF : Jérôme Wiggins) : le vendeur de hot-dogs
- Ice-T (VF : Frantz Confiac ; VQ : Patrick Chouinard) : le narrateur (voix) [3]
- Samantha Maldonado : Celebrity[3]
- Derek Jeter (VF : Bertrand Liebert) : lui-même[4] (caméo)
- Brooke Shields : elle-même (caméo)
- Rosie Perez : elle-même (caméo)
- Tracy Morgan : lui-même[3] (caméo)

 Source et légende : Version Française (VF)  sur  RS Doublage et Version Québécoise (VQ) sur doublage.qc.ca 

## Accueil

### Accueil critique
Very Bad Cops a dans l'ensemble obtenu des critiques positives dans les pays anglophones : 79 % des 196 commentaires collectés par le site Rotten Tomatoes sont positifs, avec une moyenne de 6,7⁄10, lui valant de recevoir le label « fraîcheur certifiée », tandis qu'il obtient un score de 64⁄100 sur le site Metacritic, pour 35 commentaires collectés.
En France, le film obtient également un bon accueil de la part de la critique, le site Allociné proposant une note moyenne de 3,3⁄5 à partir de l'interprétation de 18 critiques de presse.

### Box-office
| Pays ou région | Box-office      | Date d'arrêt du box-office | Nombre de semaines |
| -------------- | --------------- | -------------------------- | ------------------ |
| Mondial        | 170 936 470 USD | 2 janvier 2011             | ?                  |
| États-Unis     | 119 219 978 USD | 18 novembre 2010           | 17                 |
| France         | 542 527 entrées | 28 novembre 2010           | 5                  |

Lors de sa première semaine d'exploitation, Very Bad Cops se classe directement à la première place du box-office américain avec 52 543 321 dollars, devant Inception, avant de chuter de deux places avec un cumul de 78 090 145 dollars, derrière Expendables : Unité spéciale et Mange, prie, aime. Bien que chutant de places en places, le film a réussi à engranger 119,2 millions de dollars de recettes au bout de quinze semaines, obtenant ainsi un succès commercial qui permet à Will Ferrell de renouer avec le succès après l'échec du Monde (presque) perdu en 2009.
Contrairement aux précédents longs-métrages réalisés par McKay, Very Bad Cops connaît une sortie en salles plus importante en France, avec un maximum de 201 salles à diffuser le film. Dès la première semaine d'exploitation en salles, le film se classe sixième du box-office avec 319 447 entrées, derrière Les Petits Mouchoirs, Arthur 3 : La Guerre des deux mondes, Moi, moche et méchant, Il reste du jambon ? et Le Royaume de Ga'hoole, puis chute de trois places la semaine suivante avec 450 517 entrées. Very Bad Cops reste à l'affiche durant cinq semaines avec plus de 543 000 entrées (soit 4,9 millions de dollars de recettes), obtenant qu'un demi-succès commercial.
Néanmoins, ce succès relatif a permis à Adam McKay d'obtenir son meilleur score en salles sur le territoire français et à Will Ferrell d'obtenir son second meilleur score en France (excepté les doublages des films d'animations et les seconds rôles).

## Autour du film
- Very Bad Cops est le quatrième long-métrage réalisé par Adam McKay et le troisième à connaître une sortie en salles en France.
- Ce n'est pas la première fois que Will Ferrell et Eva Mendes ont joué ensemble : en 1998, ils ont participé au film Une nuit au Roxbury, suivi de The Wendell Baker Story, en 2005. Tandis qu'Eva Mendes retrouve Mark Wahlberg après La Nuit nous appartient.
- Very Bad Cops est le premier film réalisé par Adam McKay non produit par Judd Apatow, qui fut le producteur de ses trois précédents longs-métrages.
- Le nom du capitaine de police incarné par Michael Keaton (Gene Mauch) est une référence à un entraineur de l'équipe de baseball California Angels, dont Will Ferrell est fan[17].
- Michael Chiklis devait initialement incarner l'inspecteur Highsmith, mais refusa le rôle, pensant que le public l'assimilerait au rôle qu'il incarnait dans The Shield[17],[18].
- Pour annoncer la sortie du film, une fausse sex-tape d'Eva Mendes ainsi qu'une fausse vidéo montrant le personnage de Will Ferrell en train de promouvoir la police new-yorkaise avaient été diffusée sur le web[19].
- Dans les premières minutes du film, au QG de la Police de New-York, on peut entendre Gamble fredonner un petit air qui ressemble au thème principal du film S.W.A.T. unité d'élite. Le nom "Gamble" est peut-être aussi un clin d’œil.
- Plusieurs répliques du film font référence au groupe TLC.
- Durant la veillée funèbre des agents Danson et Highsmith, la musique jouée au violon est le thème du film Bad Boys.